# Helena (Georgia)
Helena egykori város az USA Georgia államában, Telfair és Wheeler megyében. 2015. január 1-én McRae várossal egyesült McRae–Helena néven. Lakosainak száma 2883 fő (2010. április 1.).

## Népesség
A település népességének változása:

| 2000 | 2 307 |
| 2010 | 2 883 |